# Långtjärnen (Holmedals socken, Värmland)
Långtjärnen är en sjö i Årjängs kommun i Värmland och ingår i Göta älvs huvudavrinningsområde.